# Not Guilty
"Not Guilty" is een nummer van de Britse muzikant George Harrison. Hij schreef het oorspronkelijk voor zijn band The Beatles, die het wel opnamen maar niet uitbrachten. In 1979 verscheen het nummer als de tweede track op zijn soloalbum George Harrison. De versie van The Beatles verscheen in 1996 voor het eerst op het compilatiablum Anthology 3.

## Achtergrond
Harrison schreef "Not Guilty" in 1968 nadat The Beatles in India waren geweest voor het beoefenen van transcendente meditatie. Toen de band terugkeerde naar het Verenigd Koninkrijk, namen zij demoversies van een groot aantal nummers die zij in India hadden geschreven op in het huis van gitarist Harrison. Deze zogeheten "Esher demos" verschenen in 1996 voor het eerst op het compilatiealbum Anthology 3 en stonden in 2018 ook op de heruitgave ter gelegenheid van de vijftigste verjaardag van het album The Beatles. 
Harrison schreef "Not Guilty" over zijn frustraties als Beatle. Het is het tweede nummer dat hij schreef dat dit thema draagt, nadat hij een jaar eerder ook al met "Only a Northern Song" kwam. Op de "Esher demos" omschreef Harrison het als een "jazznummer dat een goede rocker zou zijn". The Beatles namen in totaal 101 takes van het nummer op, alhoewel slechts 21 van deze takes complete versies waren, en kozen take 99 als de beste opname. Er werd overwogen om het nummer op The Beatles te zetten en bij de aankondiging van dit album werd het daadwerkelijk genoemd als een van de mogelijke tracks. Mal Evans schreef korte tijd later in het fanclubtijdschrift van de band dat het nummer niet op het album zou staan, aangezien het te duidelijk was dat Harrison het als aanklacht tegen John Lennon en Paul McCartney had geschreven.
In 1978 vond Harrison de demo van "Not Guilty" terug toen hij bezig was met het schrijven van zijn autobiografie I, Me, Mine. Hij besloot om het nummer opnieuw op te nemen voor zijn soloalbum George Harrison, dat een jaar later zou verschijnen. In dezelfde periode herontdekte hij ook het nummer "Circles", eveneens door The Beatles opgenomen tijdens de "Esher demos", en schreef hij "Here Comes the Moon" als vervolg op zijn "Here Comes the Sun". Harrison nam het nummer tussen april en oktober 1978 thuis op. Het rockarrangement van de demoversie werd vervangen door een jazzarrangement. Ook werd er een kort stuk met een andere maatsoort verwijderd omdat deze op de Beatles-opname voor problemen zorgde. Toen het nummer werd uitgebracht, genoot het populariteit onder fans omdat het een niet uitgebrachte Beatles-track betrof. Harrison ontkende dat het nummer enkel gericht was aan McCartney en zei dat het "gewoon over die periode in 1968" ging.
In 1984 werd take 99 van "Not Guilty" door Geoff Emerick geremixt voor het album Sessions, dat nooit uitgebracht zou worden. Deze take kreeg het nummer 102 mee. In 1996 verscheen deze mix officieel op het compilatiealbum Anthology 3. Een niet-bewerkte versie van het nummer verscheen in 2018 op de heruitgave ter gelegenheid van de vijftigste verjaardag van het album The Beatles. 